# CARD16
CARD16 (англ. Caspase recruitment domain family member 16) — білок, який кодується однойменним геном, розташованим у людей на короткому плечі 11-ї хромосоми. Довжина поліпептидного ланцюга білка становить 197 амінокислот, а молекулярна маса — 22 625.
| 10         |  | 20         |  | 30         |  | 40         |  | 50         |
| ---------- |  | ---------- |  | ---------- |  | ---------- |  | ---------- |
| MADKVLKEKR |  | KLFIHSMGEG |  | TINGLLDELL |  | QTRVLNQEEM |  | EKVKRENATV |
| MDKTRALIDS |  | VIPKGAQACQ |  | ICITYICEED |  | SYLAETLGLS |  | AALQAVQDNP |
| AMPTCSSPEG |  | RIKLCFLEDA |  | QRIWKQKLQR |  | CHVQNTIIKW |  | SERYTSGSFE |
| MQWLFLRTNF |  | IERFWRNILL |  | LPLHKGSLYP |  | RIPGLGKELQ |  | TGTHKLS    |

A: Аланін

C: Цистеїн

D: Аспарагінова кислота

E: Глутамінова кислота

F: Фенілаланін

G: Гліцин

H: Гістидин

I: Ізолейцин

K: Лізин

L: Лейцин

M: Метіонін

N: Аспарагін

P: Пролін

Q: Глутамін

R: Аргінін

S: Серин

T: Треонін

V: Валін

W: Триптофан

Кодований геном білок за функціями належить до інгібіторів протеаз, інгібітор тіолових протеаз.
Задіяний у такому біологічному процесі, як альтернативний сплайсинг.